# Kane Hemmings
Kane Ruudi Hemmings (Burton upon Trent, 8 aprile 1992) è un calciatore inglese, attaccante del Crewe Alexandra.

## Biografia
Suo padre Tony è stato a sua volta un calciatore professionista.

## Carriera

### Gli inizi
Ha giocato nel settore giovanile dei semiprofessionisti inglesi del Tamworth ed in quello del Rangers (della cui squadra Under-19 diventa anche capitano), club con cui dopo alcune panchine in prima squadra durante la stagione 2010-2011 nella stagione 2011-2012 ha anche giocato 4 partite nella prima divisione scozzese ed una partita nei turni preliminari di Champions League, contro gli svedesi del Malmö FF.

### Rangers, Cowdenbeath e Barnsley
Rimane ai Rangers anche nella stagione 2012-2013, disputata nella quarta divisione scozzese dopo il fallimento dell'estate del 2012; subisce durante questa annata un grave infortunio ad un ginocchio che lo tiene lontano dal campo per circa cinque mesi, ed una volta rientrato passa in prestito al Cowdenbeath, con cui mette a segno 4 reti in 7 presenze nella seconda divisione scozzese. Terminato il prestito torna ai Rangers, con cui segna un gol (il suo unico in prima squadra con il club) in 5 presenze, per poi a fine stagione dopo aver vinto il campionato restare svincolato. Fa quindi ritorno al Cowdenbeath; nell'arco della sua prima stagione intera con il Blue Brazil mette a segno 18 reti in 31 partite di campionato nella seconda divisione scozzese (a cui aggiunge 4 presenze e 2 reti nei play-off Championship/League One, decisivi per il mantenimento della categoria), e successivamente passa a titolo definitivo al Barnsley, club della terza divisione inglese, con cui firma un contratto annuale e con cui nella stagione 2014-2015 mette a segno 3 reti in 23 presenze in incontri di campionato.

### Ritorno in Scozia
Nell'estate del 2015, rimasto svincolato, torna in Scozia: firma infatti un contratto triennale con il Dundee, club di prima divisione. Qui nell'arco della stagione segna 22 reti in 37 partite di campionato (e 26 reti totali tra tutte le competizioni) piazzandosi al secondo posto nella classifica marcatori del campionato scozzese dietro solamente a Leigh Griffiths del Celtic, venendo anche candidato per la vittoria del premio di calciatore dell'anno SPFA. Inizia poi la stagione seguente con 3 reti in 2 presenze nella fase a gironi di Coppa di Lega, per poi essere ceduto a titolo definitivo per 250000 sterline all'Oxford Utd, club della terza divisione inglese, con cui firma un contratto triennale.

### Oxford United, prestito al Mansfield Town e Notts County
Segna il suo primo gol con la nuova maglia alla sua prima presenza da titolare, il 14 agosto 2016, nell'incontro di campionato perso per 2-1 sul campo dei Bristol Rovers. Nel complesso viene impiegato con regolarità durante tutta la stagione, facendo anche registrare un buon bottino di reti nelle coppe nazionali inglesi (2 presenze in Coppa di Lega, 6 presenze e 5 reti in FA Cup e 6 presenze e 4 reti nel Football League Trophy, competizione in cui peraltro il suo club è finalista perdente), non riuscendo invece a segnare con regolarità (6 reti totali) in campionato, competizione in cui comunque gioca 40 partite delle 46 teoricamente in programma. A fine stagione viene ceduto in prestito gratuito annuale al Mansfield Town, club della quarta divisione inglese; complice anche il salto all'indietro di categoria, Hemmings agli Stags ritrova la vena realizzativa degli anni in Scozia: nel corso della stagione 2017-2018 realizza infatti 15 reti in 37 partite di campionato (più 3 presenze senza reti nelle coppe nazionali), venendo a fine stagione ceduto a titolo definitivo per 100000 sterline al Notts County, altro club di quarta divisione, con cui firma un contratto biennale con un'opzione per un terzo anno. Nonostante il suo discreto rendimento in fase realizzativa (14 reti in 36 partite di campionato giocate), a fine stagione le Magpies retrocedono in quinta divisione, finendo fuori dalla Football League per la prima volta da quando vi erano entrate, oltre un secolo prima; così, nell'estate del 2019, Hemmings dopo aver giocato 2 partite in quinta divisione con il Notts County nella prima fase della stagione, fa ritorno al Dundee, nel frattempo retrocesso nella seconda divisione scozzese, firmando un contratto triennale con il club.

### Seconda esperienza al Dundee e ritorno in Inghilterra
Nel corso della stagione, interrotta prima temporaneamente e poi definitivamente per via della pandemia di COVID-19, l'attaccante inglese è il capocannoniere stagionale del Dundee, grazie alle 10 reti segnate in 25 partite di campionato giocate (a cui aggiunge anche una presenza in Coppa di Scozia ed una presenza in Coppa di Lega, entrambe senza reti segnate); nell'estate del 2020 il Dundee è tra i club scozzesi che rinegoziano i salari dei propri giocatori per via dell'impatto finanziario negativo legato alla pandemia: Hemmings inizialmente è l'unico giocatore del Dundee a non trovare un accordo per la riduzione dello stipendio ed il 5 agosto 2020, nonostante nel frattempo una rinegoziazione al ribasso fosse avvenuta, rescinde consensualmente il contratto che lo legava al club per le successive due stagioni.
Una settimana più tardi, il 12 agosto, l'attaccante firma un contratto biennale con il Burton Albion, club della sua città natale, militante nella terza divisione inglese. Nel corso della stagione 2020-2021 gioca in totale 41 partite ufficiali con il club giallonero: 6 (senza gol segnati) divise tra le tre coppe nazionali e 36 in campionato, competizione in cui realizza 15 reti. Nella stagione 2021-2022 segna invece un gol nella sua unica presenza stagionale nel Football League Trophy e realizza 4 reti in 18 partite di campionato, rimanendo in squadra fino al 13 gennaio 2022, quando viene ceduto a titolo definitivo in quarta divisione al Tranmere, club con cui firma un contratto della durata di un anno e mezzo e con cui conclude la stagione 2021-2022 realizzando 8 reti in 22 partite giocate in Football League Two. Nella stagione 2022-2023 diventa anche capitano del club di Birkenhead, con cui mette a segno altre 8 reti in 39 presenze in quarta divisione, restando svincolato al termine della stagione.
Il 2 settembre 2023 firma un contratto con lo Stevenage, club di terza divisione; segna il suo primo gol con la nuova maglia il successivo 28 ottobre, nella partita di campionato vinta per 3-1 in casa contro il Derby County.

## Palmarès

### Club

#### Competizioni nazionali
- Scottish Third Division: 1

Rangers: 2012-2013

### Individuale
- Scottish Championship Team of the Year: 1

2013-2014
- Scotland Scottish Premiership Team of the Year: 1

2015-2016
- SPFL Player of the Month: 1

Gennaio 2016